# المرصد البحري للولايات المتحدة
المرصد البحري للولايات المتحدة (بالإنجليزية: United States Naval Observatory) هو منشأة علمية وعسكرية تنتج بيانات تحديد المواقع الجغرافية والملاحة وقياس الوقت للبحرية الأمريكية ووزارة الدفاع الأمريكية. تأسس المرصد في عام 1830 كمستودع للخرائط والأدوات، وهو أحد أقدم الوكالات العلمية في الولايات المتحدة، وما تزال المنشأة الرائدة في البلاد للبيانات الفلكية وبيانات التوقيت.
يقع المرصد في شمال غربي واشنطن العاصمة عند الطرف الشمالي الغربي من شارع إمباسي؛ وهو من بين المراصد الفلكية القليلة التي تعود إلى ما قبل القرن العشرين والتي تقع في منطقة حضرية. نُقِلَ المرصد في عام 1893 من فوجي بوتوم بالقرب من وسط المدينة إلى موقعه في شمال غربي واشنطن العاصمة في محاولة للهروب من التلوث الضوئي.
أجرى المرصد البحري دراسات علمية مهمة طوال تاريخه، ومن ضمنها قياس سرعة الضوء، ومراقبة كسوف الشمس، واكتشاف أقمار المريخ. شملت إنجازاته توفير البيانات لأول إشارات التوقيت اللاسلكي، وبناء بعض أقدم وأدق التلسكوبات من نوعها، والمساعدة في تطوير التوقيت العالمي. يحدد المرصد البحري مواضع النجوم الزائفة باستخدام قياس التداخل مديد القاعدة لأغراض علم القياسات الفلكية وعلم تقسيم الأرض بالتعاون مع العديد من الجهات العالمية (الهيئة الدولية لدوران الأرض والنظم المرجعية)، وذلك بهدف تحديد معالم اتجاه الأرض وتحقيق نظام الإحداثيات السماوي (نظام الإسناد الفلكي الدولي).
يستضيف حرم المرصد البحري منذ سبعينات القرن العشرين المقر الرسمي لنائب رئيس الولايات المتحدة إلى جانب مهمته العلمية.

## التاريخ
كان الرئيس جون كوينسي آدامز، الذي وقع في عام 1825 على مشروع قانون إنشاء مرصد وطني قبل مغادرة منصبه الرئاسي مباشرة، ينوي أن يُطلق عليه اسم المرصد الوطني. استُخدِمَ كل من اسمي «المرصد الوطني» و«المرصد البحري» لمدة 10 سنوات، حتى تبنى وزير البحرية رسميًا الاسم الأخير.
بذل آدامز جهودًا مطولة لإيصال علم الفلك إلى المستوى الوطني، وأمضى العديد من الليالي في المرصد يراقب النجوم ويرسم خرائطها، وهو الأمر الذي كان دائمًا أحد اهتماماته.
تأسس المرصد بأمر من وزير البحرية الأمريكي جون برانش في 6 ديسمبر 1830 كمستودع للخرائط والأدوات، ونشأ باستخدام أدوات متواضعة تحت قيادة الملازم لويس م. غولدزبوروغ بميزانية سنوية قدرها 330 دولارًا، وكانت وظيفته الأساسية ترميم وإصلاح وتصنيف الأدوات الملاحية.

### المرصد البحري القديم
تأسس المرصد كمرصد وطني في عام 1842 بموجب قانون فيدرالي وتخصيص من الكونغرس قدره 25 ألف دولار، وكُلِّفَ الملازم جيه. إم. جيليس «بالحصول على الأدوات والكتب اللازمة»؛ فزار المراصد الرئيسية في أوروبا بمهمة شراء التلسكوبات والأجهزة العلمية الأخرى والكتب.
كانت المهمة الأساسية للمرصد هي العناية بمقاييس الزمن البحرية الأمريكية والمخططات وغيرها من المعدات الملاحية. أجرى المرصد معايرة لساعات السفن من خلال توقيت عبور النجوم عبر خط الزوال. افتُتِحَ المرصد في عام 1844 في فوجي بوتوم، شمال موقع نصب لنكولن التذكاري وغرب البيت الأبيض.
انتقل المرصد في عام 1893 إلى موقعه الحالي في شمال غربي واشنطن العاصمة على قطعة من الأرض تبلغ مساحتها 2000 قدم فوق «تلة المرصد» المطلة على شارع ماساتشوستس.
أُدرِجَت المنشآت في السجل الوطني للأماكن التاريخية في عام 2017.

### كرة الوقت
كان أول مدير للمرصد هو قائد البحرية إم. إف. موري، وكان يمتلك أول كرة وقت مطاطية في العالم، والتي صنعها تشارلز جوديير وفقًا لمواصفاته لمرصد الولايات المتحدة. وُضِعَت الكرة في الخدمة في عام 1845، وكانت أول كرة وقت في الولايات المتحدة والثانية عشرة في العالم. حافظ موري على الوقت الدقيق من خلال النجوم والكواكب.
كانت كرة الوقت تُسقَط كل يوم ما عدا الأحد، وخصوصًا في اللحظة المحددة فلكيًا في وقت الظهر، مما مكّن جميع السفن والمدنيين في مجال الرؤية من معرفة الوقت الدقيق. رُبِطَت ساعات المرصد عبر التلغراف بحلول نهاية الحرب الأهلية الأمريكية لدق أجراس الإنذار في جميع مراكز الإطفاء في واشنطن العاصمة ثلاث مرات في اليوم.
أقام مرصد الولايات المتحدة البحري إعادة تمثيل لكرة الوقت لمرة واحدة للاحتفال بعام 2000.

### مكتب التقويم البحري
تأسس مكتب التقويم البحري في كامبريدج بولاية ماساتشوستس كمنظمة منفصلة في عام 1849؛ ونُقِلَ إلى واشنطن العاصمة في عام 1866 ليبدأ العمل بالقرب من فورت ماير. انتقل بعدها إلى أراضي المرصد البحري الأمريكي في عام 1893.
أصبح مكتب التقويم البحري «فرعًا» لمرصد البحرية الأمريكية في 20 سبتمبر 1894، ولكنه ظل مستقلًا لعدة سنوات.
يضم الموقع أكبر مكتبة فلكية في الولايات المتحدة (وأكبر مجموعة من الدوريات الفيزيائية الفلكية في العالم)، وتضم المكتبة مجموعة كبيرة من كتب الفيزياء والفلك النادرة من الألفية الماضية.

### قياس الوحدة الفلكية
كانت إحدى المهام العلمية الأولى الموكلة إلى المرصد هي مساهمة الولايات المتحدة في تحديد الوحدة الفلكية، أو إيه يو، والتي تحدد متوسط المسافة القياسية بين الشمس والأرض. نُفِّذَ ذلك تحت رعاية لجنة عبور الزهرة الأمريكية الممولة من الكونغرس. أدت القياسات الفلكية التي أجريت لعبور الزهرة من قبل عدد من البلدان منذ عام 1639 إلى تعريف أكثر دقة للوحدة الفلكية.
أعاد المراقبون البحريون 350 لوح تصوير ضوئي في عام 1874 و1380 لوحًا قابلًا للقياس في عام 1882، وذلك بعد الاعتماد بشكل كبير على الأساليب الفوتوغرافية. أدت نتائج المسوحات التي أجريت في وقت واحد من عدة مواقع حول العالم (لكل من عبوري الزهرة) إلى قيمة نهائية للمنظر الشمسي، وذلك بعد التعديلات بنسبة 8,809 بوصة ومع خطأ محتمل يبلغ 0.0059 بوصة، مما أدى إلى تحديد مسافة الأرض والشمس من قبل الولايات المتحدة، والتي بلغت 92,797,000 ميل (149,342,000 كم)، مع خطأ محتمل يبلغ 59700 ميل (96100 كم). كانت المسافة المحسوبة أفضل من العديد من التقديرات السابقة.

### التلسكوبات الانكسارية مقاس 26 بوصة و40 بوصة
كان التلسكوب المستخدم لاكتشاف قمري المريخ هو تلسكوب المقراب الكاسر مقاس 26 بوصة (66 سم)، والذي كان يقع آنذاك في فوجي بوتوم بواشنطن العاصمة. نُقِلَ إلى موقعه في شمالي غرب العاصمة في عام 1893.
شهد أكبر تلسكوب بصري مثبت في المرصد «الضوء الأول» في عام 1934، وكان هذا الجهاز ذو الفتحة مقاس 40 بوصة أيضًا التلسكوب الثاني (والأخير) الذي صنعه عالم البصريات الشهير جورج ويليس ريتشي. أصبح تصميم تلسكوب ريتشي-كريتيان منذ ذلك الحين هو التصميم البصري الفعلي لجميع التلسكوبات الرئيسية تقريبًا، بما في ذلك تلسكوبات كيك الشهيرة وتلسكوب هابل الفضائي المحمول في الفضاء.
نقل المرصد التلسكوب مقاس 40 بوصة إلى فلاغستاف بأريزونا بسبب التلوث الضوء في منطقة العاصمة واشنطن؛ وأُنشِئَت قيادة بحرية جديدة هناك، تسمى الآن محطة فلاغستاف للمرصد البحري للولايات المتحدة. بدأت هذه العمليات في عام 1955، وبُنيَ أكبر تلسكوب للبحرية خلال عقد من الزمان، وهو «عاكس القياسات الفلكية لكاج ستراند» مقاس 61 بوصة، والذي رأى الضوء في فلاغستاف في عام 1964.
يواصل المرصد البحري للولايات المتحدة صيانة مرصده في السماء المظلمة، وهو محطة فلاغستاف للمرصد البحري للولايات المتحدة، بالقرب من فلاغستاف. يشرف هذا المرفق الآن على مقياس التداخل البصري الدقيق للبحرية.